# Rosa Monfasani
Rosa Emma Monfasani (6 de mayo de 1944) es una bibliotecaria y profesora argentina, que ha influenciado a diferentes generaciones de bibliotecarias y bibliotecarios debido a su actividad pedagógica y sus publicaciones. Especialista en Formación de usuarios, Gestión y planificación de bibliotecas, tratamiento y organización de la información, competencias y ODS.

## Carrera profesional
Obtuvo el título de Bibliotecaria y Profesora en Ciencia de la Información por la Facultad de Filosofía y Letras de la Universidad de Buenos Aires.
Fue Directora de la Biblioteca de Facultad de Ciencias Veterinarias de la UBA desde 1986 hasta 2011.
Monfasani se ha desempeñado como docente en temas relacionados con organización y gestión de unidades de información, particularmente en bibliotecas.  
Fue profesora en la Carrera de Bibliotecología y Ciencia de la Información, Facultad de Filosofía y Letras, Universidad de Buenos Aires durante 1973 y entre 1976 y 1980; en la Carrera de Bibliotecología, Facultad de Humanidades y Ciencias de la Educación. Universidad Nacional de La Plata de 1980 a 1986; en la Carrera Especialización de Bibliotecas de la Universidad de Ciencias Empresariales y Sociales (UCES) de 2018 a 2020.    Desde 2022 es docente en la Diplomatura Universitaria en Bibliotecología y Ciencias de la Información, Facultad de Ciencias Sociales, Universidad Nacional de San Juan .  
Es miembro fundador de la Jornada sobre la Biblioteca Digital Universitaria desde 2001. Integró la Jornada Nacional de Bibliotecas, Archivos y Museos entre 2012 y el 2022.   
Fue Presidente de la Asociación de Bibliotecarios Graduados de la República Argentina (ABGRA) entre 2008 y 2011. Entre el 2009 y el 2017 coordinó y produjo el Boletín electrónico de ABGRA.  
Miembro del Comité Honorario de Bibliotecarios de la Biblioteca Nacional de la República Argentina de 2006 a 2008.  
Fue coordinadora de la Red Nacional de Asociaciones de Bibliotecarios RENABIAR desde su creación en 2011 hasta 2018. Durante su gestión impulso el Registro Profesional de Bibliotecarios Argentinos. Integra el Comité Coordinador de Reciaria Red de redes de información
Fue parte del comité organizadorque realizó por primera vez un congreso de la Federación Internacional de Asociaciones de Bibliotecarios y Bibliotecas - IFLA en Suramérica, el 70º Congreso Mundial sobre Bibliotecas e Información llevado a cabo entre el 22 y 27 de agosto de 2004. Ha estado trabajando en visibilizar la incidencia de las bibliotecas en los Objetivos de Desarrollo Sostenible de Naciones Unidas, como en su escrito sobre bibliotecas de arte en la Agenda 2030.  
Participó en la elaboración del formato bibliográfico y consecuente publicación Formato común argentino para documentos : FOCAD
Dicta cursos y conferencias en el país y en el exterior. Integra comités de evaluación.  

## Publicaciones destacadas
Entre sus publicaciones destacadas se encuentran:

##### Libros
- Introducción a la bibliotecología.[10] Alfagrama Ediciones. Este libro particularmente es muy usado por quienes se forman en bibliotecología e incluso se encuentra en bibliotecas públicas de Barcelona,[11] lo que da cuenta de su influencia en la documentación iberoamericana.
- Bibliotecarios, usuarios y gestión del conocimiento (2013). Alfagrama Ediciones.[12]
- Competencias bibliotecarias y entorno laboral (2014). Alfagrama Ediciones.[13]
- Introducción a la administración y gestión bibliotecaria (2020). Alfagrama Ediciones.[14]
- Tesauro de psicología (1986). UBA[15]
- Si Gutemberg viviera...: dónde y cómo acceder a la información (2001). Aique[16].
- Usuarios de la Información: formación y desafíos (2006). Alfagrama Ediciones.[17]
- Crónicas en tiempos de pandemia. Alfagrama Ediciones.[18]
- Las Comunidades bibliotecarias (2023).  Alfagrama Ediciones.[19]

##### Otras publicaciones
- Bibliotecas universitarias: ¿es posible evaluar la calidad de los servicios? (2002) [20]
- Problemas del cierre de un catálogo (1985) [21]
- División del programa de estudio en unidades temáticas y formulación de objetivos (1978) [22]
- Columnas bibliotecarias 2022-2023 [23]
- Bibliotecas universitarias : formato común para registro de información documental en bibliotecas universitarias (1993) UBA[24]
- Formato común argentino para documentos : FOCAD
- Historia de la biblioteca de la Facultad de Agronomía y Ciencias Veterinarias[25]

## Premios y distinciones
Ha obtenido los siguientes premios:
- Recibió premio por su destacada labor como presidenta de ABGRA, otorgado por la Asociación de Bibliotecarios Graduados de la República Argentina y la Biblioteca del Congreso de la Nación, en 2015.[26]
- Socia Honoraria de la Asociación de Bibliotecarios de Jujuy (ABJ) en Reconocimiento al desinteresado y permanente asesoramiento[27] en 2019.
- Reconocimiento a trayectoria, apoyo incondicional y permanente a los bibliotecarios jurídicos otorgado por la Comisión Organizadora de Bibliotecas JuriRed[27] en 2019.